# کنترل برداری (موتور)
کنترل برداری که قبلاً کنترل میدانی یا (FOC) نامیده می‌شد، یک روش کنترل درایو فرکانس متغیر(VFD) است که یک موتور الکتریکی AC سه فاز را با استفاده از دو متغیر خروجی اینورتر VFD  کنترل می‌کند:
- اندازهٔ ولتاژ
- فرکانس (زاویهٔ ولتاژ، یا فاز فقط به صورت غیر مستقیم کنترل می‌شوند.)[۲]

FOC یک روش کنترل است که برای استفاده در کاربردهای AC سنکرون و موتور القایی استفاده می‌شود. که در اصل برای کاربردهای موتورهای با کارایی بالا توسعه یافته است که می‌توانند در سرعت نامی خود به نرمی کار کند و در سرعت صفر با گشتاور کامل کار کند و شتاب بالای مثبت و منفی داشته باشند، ولی به مرور برای کاربردهای با کارایی پایین تر با توجه به کاهش اندازه موتور FOC، هزینه و مصرف برق آن هم جذاب شد.
FOC در موتورهای القایی با توجه به کارایی بالای آنها از گذشته هنوز خیلی همگانی نشده است ولی انتظار می‌رود در نهایت در همه جا جایگزین کنترل تک متغیره اسکالر ولت بر هرتز (V/f) شود.

## تاریخ پیشرفت
ک. هاس از دانشگاه فنی دارمشتات و اف (Technische Universität Darmstadt’s K. Hasse) و بلاسک از زیمنس (Siemens’ F. Blaschke) ، پیشگامان کنترل برداری (وکتور کنترل) موتورجریان متناوب (AC) بودند که در سال 1968 و در اوایل دهه 1970، هاس در مورد پیشنهاد وکتور کنترل (کنترل برداری) غیر مستقیم و بلاسک از نظر پیشنهاد وکتور کنترل (کنترل برداری) مستقیم شروع به کار کردند.

ورنر لئونارد از دانشگاه فنی براونشوایگ (Braunschweig)، تکنیکها و روشهای کنترل برداری (FOC ) را بیشتر توسعه داد که ابزاری در راه گشایی فرصتهایی برای جایگزینی و بازاریابی اینورترجریان متناوب (AC) در جایگزین رقابتی با اینورتر های جریان مستقیم (DC) بود.

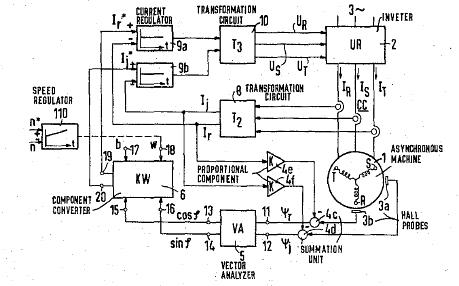
بلوک دیاگرام از درخواست حق ثبت اختراع ۱۹۷۱ بلاسک